# Іван Мажуранич

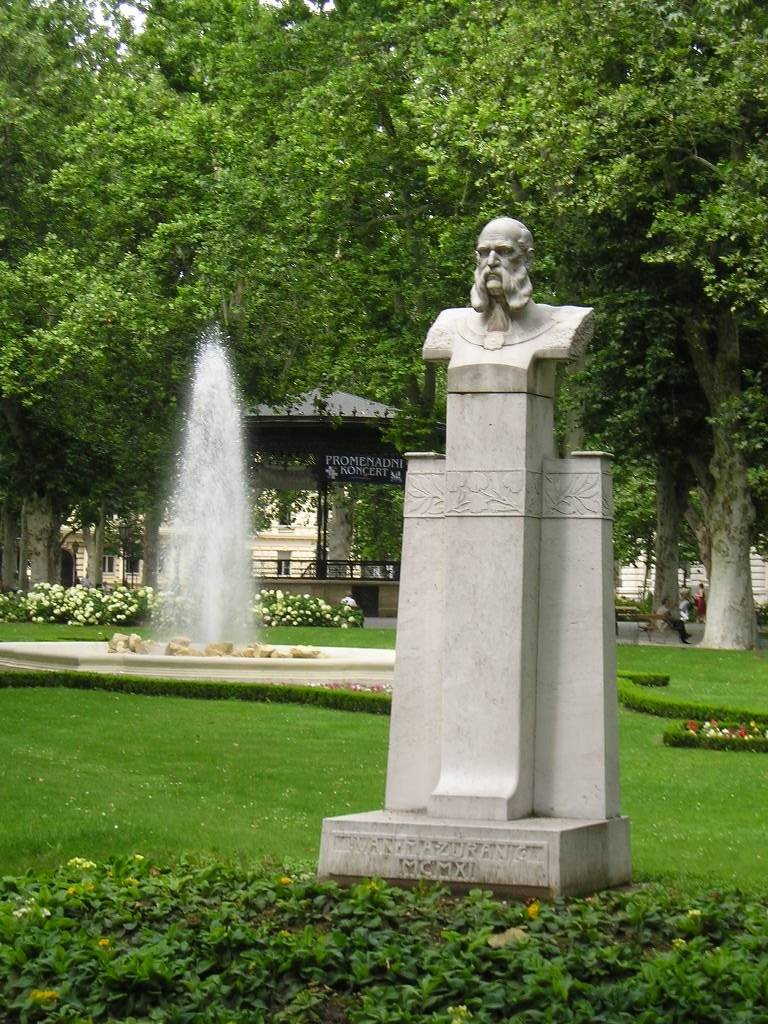
Пам'ятник Івану Мажураничу на Зринєваці в Загребі

Іван Мажуранич (хорв. Ivan Mažuranić; 11 серпня 1814, Новий Винодольський, Хорватське Примор'я — 4 серпня 1890, Загреб) — хорватський поет і політичний діяч.
Народився у сім'ї дрібного землевласника. У 1835—1838 роках вивчав філософію та юриспруденцію у Сомбатхей (Угорщина) та Загребі. Належав до радикального крила ілліризму, ідеями якого пройняті його патріотичні вірші 1830-х років («Іллірія у віках», «Предкам слов'ян» та інші) і брошура «Хорвати мадярам» (1848). Будучи баном (правителем) Хорватії (1873—80), підтримував інтереси австрійського уряду і разом з тим активно сприяв розвитку хорватської національної культури. У поезії Мажуранича позначився вплив народних епічних пісень, далматинської поезії; він глибоко цікавився творчістю Джорджа Гордона Байрона, Олександра Пушкіна. Найзначніша його ліро-епічна поема про боротьбу чорногорців із турецькими поневолювачами «Смерть Ізмаїла-агі Ченгіїча» (1846, російський переклад 1871), в якій міститься заклик до слов'янської єдності.
Твори
- Djela, Zagreb, 1958;
- у російському перекладі — «Смерть Измаила-аги Ченгиича», у книзі: Поети Югославії XIX—ХХ ст., М., 1963.